# Euodynerus boscii
Euodynerus boscii är en stekelart som först beskrevs av Amédée Louis Michel Lepeletier 1841.  Euodynerus boscii ingår i släktet kamgetingar, och familjen Eumenidae.

## Underarter
Arten delas in i följande underarter:
- E. b. boharti
- E. b. molestus